# Pterostichus nigrita
Pterostichus nigrita es una especie de escarabajo terrestre del género Pterostichus, categorizada en la tribu Pterostichini, de la subfamilia Harpalinae. Fue descrita por Paykull en 1790.

## Distribución
Se distribuye por Islandia, Irlanda, Gran Bretaña, Dinamarca, Noruega, Suecia, Finlandia, Francia, Bélgica, Países Bajos, Alemania, Suiza, Austria, Chequia, Eslovaquia, Hungría, Polonia, Estonia, Letonia, Lituania, Bielorrusia, Ucrania, Islas Feroe, Portugal, España, Italia, Eslovenia, Croacia, Bosnia y Herzegovina, Macedonia del Norte, Albania, Grecia, Bulgaria, Rumania, Moldavia, Marruecos, Argelia, Túnez, Siria, Turquía, Irán, Kazajistán, Uzbekistán, China, Japón, Rusia y Mongolia.